# Gråstjärtar
Gråstjärtar (Xenerpestes) är ett litet släkte i familjen ugnfåglar inom ordningen tättingar. Släktet omfattar endast två arter med utbredning i Sydamerika från östra Panama till norra Peru:
- Dubbelbandad gråstjärt (X. minlosi)
- Ecuadorgråstjärt (X. singularis)

Den alls ej närbesläktade flugsnapparen awashstenskvätta (Oenanthe dubia) kallades tidigare gråstjärt.